# Bořek Slezáček
Bořek Slezáček (* 30. května 1967 Ostrava) je český herec, producent, hudebník a moderátor.

## Životopis
V dětství se učil hře na housle a na kytaru. Po maturitě na gymnáziu byl přijat na hudebně dramatický obor konzervatoře v Ostravě, ale nakonec nastoupil na Ekonomickou fakultu Technické univerzity Ostrava, kde získal diplom inženýra ekonomie. Po studiích strávil čtyři roky ve Španělsku prací pro cestovní agenturu. Po návratu hrál a zpíval v řadě kapel, některé i založil.
Kromě hudby a zpěvu se věnuje práci v médiích, psaní pro periodika, moderování společenských, kulturních a sportovních akcí. Účinkuje v muzikálu Děti ráje.